# Tor Kamata

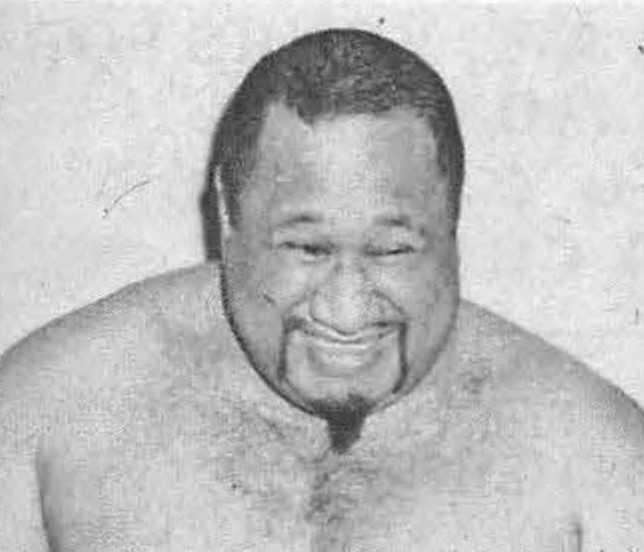
Tor Kamata, em 1979.

McRonald Kamaka (9 de março de 1937 - 23 de julho de 2007) foi um lutador de wrestling profissional estadunidense mais conhecido pelo seu nome no ringue Tor Kamata. Kamata é reconhecido internacionalmente por ser um dos mais tradicionais heels da história do wrestling, utilizando em quase totalidade de seus combates técnicas sujas e inválidas.

## Títulos e prêmios
- All Japan Pro Wrestling
  - PWF World Heavyweight Championship (1 vez)

- American Wrestling Association
  - AWA World Tag Team Championship (1 vez) - com Mitsu Arakawa

- Central States Wrestling
  - NWA North America Tag Team Championship (Central States version)  (1 vez) - com Luke Brown

- Mid-Atlantic Championship Wrestling
  - NWA Southern Tag Team Championship (Mid-Atlantic version) (4 vezes) - com Kinji Shibuya (2) e Duke Keomuka (2)

- NWA Los Angeles
  - NWA "Beat the Champ" Television Championship (3 vezes)

- NWA Mid-Pacific Promotions
  - NWA Hawaii Heavyweight Championship (2 vezes)
  - NWA North American Heavyweight Championship (Hawaii version) (1 vez)
  - NWA Pacific International Heavyweight Championship (1 vez)

- NWA New Zealand
  - NWA Australasian Tag Team Championship (3 vezes) - com Baron Von Krupp (1), Ox Baker (1), e General Hiro (1)
  - NWA New Zealand British Empire Heavyweight Championship (1 vez)

- NWA Mid-America
  - NWA Southern Tag Team Championship (Mid-America version) (1 vez) - com Tojo Yamamoto

- Stampede Wrestling
  - NWA International Tag Team Championship (Calgary version) (1 time) - com Sugi Sito
  - Stampede North American Heavyweight Championship (3 vezes)
  - Stampede Wrestling Hall of Fame[2]

- World Wrestling Association
  - WWA World Tag Team Championship (2 vezes) - com Mitsu Arakawa[3]

- World Wrestling Association (Los Angeles) / NWA Hollywood Wrestling
  - NWA World Tag Team Championship (Los Angeles version) (1 vez) - com Kamalamala
  - WWA World Tag Team Championship (1 vez) - com Freddie Blassie

- World Wrestling Council
  - WWC Puerto Rico Heavyweight Championship (1 vez)

## Morte
Kamata faleceu aos 70 anos após uma longa luta contra a cardiopatia.